# 张家镇 (平乐县)
张家镇，是中华人民共和国广西壮族自治区桂林市平乐县下辖的一个乡镇级行政单位。

## 行政区划
张家镇下辖以下地区：
张家街社区、榕津街社区、湖洋村、朝仙村、钓鱼村、燕水村、泮田村、老埠村、水山村、张家村、古龙村、榕津村、老鸦村和香花村。

## 中国传统村落
2013年8月，榕津村被评为第二批中国传统村落。